# غانغان
غانغان (بالفرنسية: Guingamp)‏ بلدية فرنسية تقع في إقليم كوت درمور في منطقة بروتاني شمال غرب فرنسا. يبلغ عدد سكان المدينة 8،008 نسمة حسب إحصاء سنة 1999 بينما تبلغ مساحتها 3.41 كيلومتر مربع.

## توأمة
لغانغان اتفاقيات توأمة مع:
- أوربينو

## أعلام
- جان بيار لو رو
- كريم أشهبار
- رونالد توماس
- لو يوان بوولنجر